# Зубашев, Ефим Лукьянович
Ефим Лукьянович Зубашев (19 (31) января 1860, Славянск — 19 декабря 1928, Прага) — русский химик-технолог, общественный и государственный деятель.

## Биография
Родился в купеческой семье. Окончил 2-ю Харьковскую гимназию. В 1883 году окончил физико-математический факультет Харьковского университета. Затем поступил на 3-й курс Санкт-Петербургского практического технологического института, который окончил в 1886 году, в том же году у него родилась старшая дочь, Корнилович Ольга Ефимовна.
Работал химиком на Харьковском сахарорафинадном заводе. С 1889 года состоял профессором Харьковского технологического института. Летом 1896 года участвовал во Всероссийской промышленной и художественной выставке в Нижнем Новгороде в качестве эксперта по отделам промышленности и машиностроения как признанный авторитет в области технологии сахарного производства и теории брожения.
В 1897 был командирован с научными целями за границу.
С 1899 года — директор Томского технологического института.
12 февраля 1906 года по распоряжению временного генерал-губернатора отстранён от должности и выслан вместе с профессором Н. М. Кинжером за пределы Степного генерал-губернаторства. Только в 1907 г. Зубашеву удалось возвратиться в Томск. В конце того же года был вновь поднят вопрос об устранении Зубашева от директорства и профессуры, но в это время, вследствие всех полученных потрясений, он заболел, лишился зрения и покинул институт по доброй воле в 1909 г. Зубашев был одним из учредителей и руководителей Сибирских высших женских курсов в Томске. При его содействии возникло в Харькове Южнорусское общество технологов, в Томске — Общество сибирских инженеров и сибирское Товарищество печатного дела. Состоял редактором газеты «Сибирская жизнь» в Томске.
В 1910 году Зубашев был избран в новый состав Томской городской думы и на первом её заседании — городским головой, однако его кандидатура не получила утверждения в Министерстве внутренних дел.
В октябре 1912 года был избран членом Государственного совета от сибирской торгово-промышленной группы.
После Февральской революции 1917 года он был назначен комиссаром Временного правительства в Томской и Енисейской губерниях, и 20 марта (2 апреля) приступил к своим служебным обязанностям, однако, встретив противодействие в Томске, в мае 1917 года на заседании губернского народного собрания сделал заявление об уходе.
В конце 1917 года был выдвинут кандидатом в члены Учредительного собрания по Алтайскому избирательному округу от партии народной свободы (Список № 5).
В 1920—1922 годах работал профессором кафедры химической технологии углеводов в Петроградском технологическом институте. Сотрудничал в журнале «Экономист».
Несмотря на заступничество Л. Б. Красина, по постановлению ВЦИК от 21 августа 1922 года лишён гражданства и выслан из Советской России. Работал профессором Русского научного института в Берлине (1923—1924 годы), где читал курс товароведения, с 1925 года — профессор Русского народного университета в Праге, с 1927 года — и профессор кафедры технологии органических веществ в Русском высшем училище техников путей сообщения, где читал курсы лекций по товароведению и химической технологии, фабрично-заводской и кустарно-обрабатывающей промышленности. По совместительству преподавал в Пражском политехникуме химию, технологию писчебумажного, целлюлозного и древесно-лесного производства.
В журнале «Вольная Сибирь», Прага (гл. редактор — И. А. Якушев) опубликовал такие работы: «Туркестан-Сибирская магистраль и другие проектируемые пути в Западной Сибири», 1927; «Фабрично-заводская и кустарная обрабатывающая промышленность Сибири», 1927; «Моя командировка в Сибирь (Воспоминания о Февральской революции)», 1927; «Г. Н. Потанин (Воспоминания)», 1927; «Урало-Кузнецкая проблема», 1928; «Сибирская промышленность в 1924—1927 гг.»
Похоронен на Ольшанском кладбище в Праге.
В 1990 году реабилитирован (Постановление прокуратуры города Ленинграда за № 13-878-90 от 19.06.1990 г.)

## Сочинения
- Технология питательных веществ [Текст]: Углеводы: лекции, чит. в Харьк. технолог. ин-те в 1895/96 году / проф. Еф. Л. Зубашевым. — Харьков: Лит. Иванченко, 1895. — 121 с.: табл.
- Выпарные аппараты [Текст]: лекции чит. в Харьк. технолог. ин-те в 1894/95 учеб. г. / проф. Е. Л. Зубашевым. — Харьков: [б. и.], 1895. — 114, [4] с.: рис.
- «Пенистое брожение и дрожжи жидкой культуры винокурения» («Известия Южнорусского общества технологов»);
- «Сахарно-рафинадное производство» («Химическая технология сельскохозяйственных производств профессора Тавелдарова»);
- Успехи техники брожения в последнее десятилетие: речь, произнесенная на публичном акте Харьковского практического технологического института 15 сентября 1895 г. / Е. Л. Зубашев.— Харьков: Тип. Зильберберга, 1895. — 20 с.
- О применении плавиковой кислоты при винокурении: сообщение // Труды Съезда винокуренных заводчиков и спиртопромышленников, состоявшегося в Москве в июне 1892 года [Текст]: в 3-х т. / Съезд винокуренных заводчиков и спиртопромышленников. — Санкт-Петербург: Тип. В. Киршбаума, 1893. С. 300—303.
- Энзимы бродильных грибков и дрожжи, сбраживающие декстрины // Известия Южно-Русского общества технологов. Т. [1].: 1896—97 г.: год издания первый / под ред. инженера-технолога И. Е. Трескина. — Харьков : Тип. и лит. Зильберберг, 1897. — [4], 148 с. : 13 вкл. л. черт. — С. 34.
- Превращение сахаристых веществ (гликоз) под влиянием щелочей // Известия Южно-Русского общества технологов. Т. [1].: 1896—97 г.: год издания первый / под ред. инженера-технолога И. Е. Трескина. — Харьков : Тип. и лит. Зильберберг, 1897. — [4], 148 с. : 13 вкл. л. черт. — С. 51.
- Новый способ определения крахмалов в хлебных зёрнах Эффронта // Известия Южно-Русского общества технологов. Т. [1].: 1896—97 г.: год издания первый / под ред. инженера-технолога И. Е. Трескина. — Харьков : Тип. и лит. Зильберберг, 1897. — [4], 148 с. : 13 вкл. л. черт. — С. 132.
- Курс технологии топлива и воды. Томск, 1908;
- Томский технологический институт // Город Томск. Томск: Изд-во Сибир. тов-ва печатного дела, 1912. Отд. 2.
- Обзор сахарной промышленности // Всероссийская промышленная и художественная выставка 1896 г. в Нижнем Новгороде. Успехи русской промышленности по обзорам экспертных комиссий / под ред Д. И. Менделеева. — СПб.: Министерство финансов, Департамент торговли и мануфактур; Типография В. Демакова, 1897. — 250 с.

## Награды
- Орден Святой Анны 3 ст. (1891)
- Орден Святого Станислава 2 ст. (1896),
- Орден Святой Анны 2 ст. (1898)
- Орден Святого Владимира 4 ст. (1903);
- серебряная медаль «В память царствования императора Александра III»